# 代位
代位（だいい、英: subrogation、独: Surrogation、仏: subrogation）とは、一定の理由に基づいて他人の権利を行使することを指して用いられる法律用語。当該権利を当然に取得する（法定債権譲渡；cessio legis）構成や管理処分権のみの取得とする構成がなされる。いずれにせよ当該他人の地位に立つようなものであることから、「代位」という。物上代位ないし物的代位と区別して、人的代位（仏: subrogation personnelle）ともいう。
さまざまな制度において用いられており、法律構成は制度によって異なるし、その目的は各制度ごとにさまざまであるが、弁済による代位や保険代位を指すことが多い。日本法ではあまり用いられない用語法ではあるが、ドイツやフランスにおける（広義の）代位は、後述の「物上代位」（仏: subrogation réelle、独: dingliche Surrogation）を含む。

## 具体例
- 共同抵当権における次順位者の代位（b:民法第392条）
- 損害賠償者の代位（b:民法第422条）
- 債権者代位権（b:民法第423条）
- 弁済による代位
  - 任意代位（b:民法第499条）
  - 法定代位（b:民法第500条）
- 買戻権の代位行使（b:民法582条）
- 保険代位（商法第661条、第662条、第832条第2項）
- 信託財産責任負担債務の弁済による受託者の代位（信託法第50条）
- 信託の対抗要件に関する受益者又は委託者の代位による申請（不動産登記法第99条、社債、株式等の振替に関する法律施行令第9条、第34条、第45条、第54条、自動車登録令第63条第1項、航空機登録令第51条第1項、著作権法施行令第37条第1項、地球温暖化対策の推進に関する法律施行令第10条）
- 上場会社等による役員等に対する短期売買差益の返還請求に関する株主の代位（金融商品取引法第164条第2項）
- 上場会社等による特定組合等の組合員に対する利益提供請求に関する株主の代位（金融商品取引法第165条の2第7項）

## 物上代位・物的代位
上述の代位と関連するが異なる概念として、物上代位ないし物的代位がある。ある物や権利の属性が当該物や権利に関連する他の物や権利にも及ぶことを指して用いられる。